# Thiokarboxylové kyseliny
Thiokarboxylové kyseliny jsou organické sloučeniny odvozené od karboxylových kyselin náhradou kyslíkového atomu v karboxylové skupině atomem síry. Mohou se vyskytovat ve dvou tautomerech: jako thionová forma (RC(S)OH), nazývaná také „karbothiová O-kyselina“, a thiolová forma (RC(O)SH), nazývaná také „karbothiová S-kyselina“. Většinovým tautomerem obvykle bývá thiolová forma. Příkladem sloučeniny může být kyselina thiooctová. V přírodě se vyskytuje například kyselina pyridin-2,6-dikarbothiová.

## Příprava
Thiokarboxylové kyseliny se obvykle připravují podvojnou záměnou z acylchloridů, například kyselina thiobenzoová se získává z benzoylchloridu reakcí s hydrogensulfidem draselným.
C6H5C(O)Cl + KSH → C6H5C(O)SH + KCl

## Reakce
Thiokarboxylové kyseliny jsou zhruba stokrát silnější než odpovídající karboxylové kyseliny. Jejich soli (například thiooctan draselný) se používají k zavádění thiolových skupin do organických sloučenin náhradou halogenu thioesterovou skupinou a následnou hydrolýzou. pKa kyseliny thiobenzoové (C6H5C(O)SH) je 2,48 a u kyseliny thiooctové má hodnotu 3,4.
Thiokarboxylové kyseliny reagují s řadou dusíkatých funkčních skupin, jako jsou azidy, nitrosloučeniny a isokyanáty, za vzniku amidů. Při této reakci není třeba použít silně nukleofilní amin (například anilin), k iniciaci acylové substituce, je ale nutné připravovat nestabilní thiokarboxylovou kyselinu. Na rozdíl od Schmidtovy či jiných nukleofilních reakcí tato začíná [3+2] cykloadicí, ze vzniklého heterocyklu se odštěpí molekula dusíku a atom síry a vytvoří se monosubstituovaný amin.

## Dithiokarboxylové kyseliny
Dithiokarboxylové kyseliny mají obecný vzorec RCS2H, jsou méně běžné než monothiokarboxylové kyseliny; oproti nim jsou asi třikrát kyselejší, kyselina dithiobenzoová má pKa = 1,92. Připravují se reakcí sirouhlíku s Grignardovými činidly.
RMgX + CS2 → RCS2MgX
RCS2MgX + HCl → RCS2H + MgXCl
Tato reakce je obdobou přípravy karboxylových kyselin reakcí Grignardových činidel s oxidem uhličitým. U solí dithiokarboxylových kyselin probíhají S-alkylace za tvorby dithiokarboxylátových esterů:
RCS2Na + R'Cl → RCS2R' + NaCl
Aryldithiokarboxylové kyseliny, jako například kyselinu dithibenzoovou, lze chlorovat na thioacylchloridy.